# 「純粋なる魂」ムハンマド
ムハンマド・ナフス・ザキーヤ又は「純粋なる魂」ムハンマドは、ヒジュラ暦145年（西暦762-763年）にマディーナで、アッバース朝カリフ・アブー・ジャアファル・マンスールに対して反乱を起こしたアリー家の人物。

## 情報源
「純粋なる魂」ムハンマドの生涯と反乱に関する情報を提供する一次史料としては、イスファハーニーの Maqatil al-talibiyyin とタバリーの『歴史』第3巻があり、ヤアクービーの Ta'rikh　第2巻、 マスウーディーの Murudj 第4巻、同じくマスウーディーの Tanbih にも情報がある。

## 生涯
「純粋なる魂」ムハンマドのナサブとイスムは、ムハンマド・ブン・アブドゥッラー・ブヌル・ハサン・ブヌル・ムサンナー・ブヌル・ハサン・ブン・アリー・ブン・アビーターリブである。すなわち、ハサン裔のアリー家に属し、預言者ムハンマドの従兄弟のアリーから見て五世孫にあたる人物である。
ワーキディーによると、ムハンマドとその実弟イブラーヒームは、父アブドゥッラーから将来の統治者として育てられ、ムハンマドは父から「マフディー」と呼ばれた。ウマイヤ朝カリフ・ヒシャームの頃から早くも、ムギーラ・ブン・サイード・イジリーとバヤーン・ブン・サムアーンという教宣員がフサイン裔のムハンマド・バーキルを否認して、「純粋なる魂」ムハンマドを統治者にするための地下宣伝を始めていた。ウマイヤ朝体制の崩壊が明らかになり始めると、ムハンマドらの父親アブドゥッラー・ブン・ハサンは、ムハンマドにバイアの誓いを立てるように要請した。ムハンマドこそがウンマの指導者を継承する正統性を有するという認識は、当時際立って宗教的純粋性を持っていたムウタズィラ派も共有し、広範囲に広がった（ただし、ムハンマド・バーキルの息子ジャアファルは除く）。ウマイヤ朝の総督イブン・フバイラもワースィトを包囲されている際にムハンマドのグループに参加しようと書簡を送ったが、返事がなかったため参加を諦めた。
最終的にアブー・アッバースが750年にウマイヤ朝打倒を成し遂げ、アリー家を排除した。この時から政権側からはムハンマドとイブラーヒームの兄弟の姿が見えなくなった。このことから、アッバース家がウンマの指導者の地位を担うことを、兄弟が認めていないとみなされた。754年にアブー・ジャアファルが「マンスール」と名乗ってカリフ位を継承してからは、さらに兄弟にとって危険が増した。なお、アブー・ジャアファルはウマイヤ朝末期、ムハンマドを支持するグループに属し、ムハンマドにバイアを誓ったとする説がある。この説はいかにも歴史的事実でありそうなものの、後年にムハンマドがアブー・ジャアファルに送ったアブー・ジャアファルを批難する書簡のなかでは一切触れられていない。
当時、アリー家支持者は、クーファ、バスラ、エジプト、ホラーサーンに相当数存在し、スィンドにまで支持者がいたが、彼らをまとめる組織がなかった。ムハンマドとイブラーヒームは、アリー家支持者の多いバスラとクーファのみならずアデンから海路、スィンドまで行って、支援者の家を転々とした。アブー・ジャアファル・マンスールは、兄弟の居場所がわからないことにいら立った。マディーナ総督に兄弟の捜索を命じたが、彼らが成果を上げないため、総督を短期間で次々に入れ替えた。アブー・ジャアファルは本拠のホラーサーンから、758年と762年の2回、メッカ巡礼を挙行しているが、その際に、兄弟の父親アブドゥッラーと兄弟のおじたち（アブドゥッラーの兄弟）を逮捕した。彼らが兄弟の居場所について口を割らなかったからである。カリフはアブドゥッラーとその兄弟をマディーナからクーファへ連行し、牢獄へ入れ、彼らの多くはそこで死んだ。761年にはイブラーヒームの義父（この人は正統カリフのウスマーンの子孫でムハンマドという名であった）も同じ目にあい、処刑されて「アリー家のムハンマド」という証明書付きで首がホラーサーンに送られた。同地のアリー家支持者を威圧するためである。
アブー・ジャアファルは最後に腹心のリヤーフ・ブン・ウスマーンという男をマディーナ総督として送り込んだ。リヤーフにより苛烈な捜索が実行に移され始めたヒジュラ暦145年ラジャブ月（西暦762年11月ごろ）に、マディーナにムハンマドが姿を現し、蜂起した。同時にバスラではイブラーヒームが蜂起した。兄弟が機は熟したと判断したのか、それともこれ以上の状況の悪化を食い止めるためにいやおうなく蜂起に踏み切ったのかは不明である。マディーナでは、法学者マーリク・ブン・アナスが、ムハンマドのアッバース家へのバイアの誓いは無効であり、メッカも新しい統治者に降伏すべしと宣言した。
タバリーによると、アブー・ジャアファルは「純粋なる魂」ムハンマドの蜂起の報せを聞き、安堵したに違いない、という。彼はホラーサーンからクーファまで急行し、いくさの準備の整っていないマディーナを先に攻略することとした。まず、「純粋なる魂」ムハンマドに降伏を勧める書簡を送り、ムハンマドからも返信を受けた。書簡のやり取りに続いて、血縁者のイーサー・ブン・ムーサーに4000人の兵を与え、可能ならなるべく穏便に済むようにという指示を与えてマディーナへ送った。イーサーは因果を含めて説得したが、「純粋なる魂」ムハンマドはマディーナを放棄することはこの町を侮辱することであるとして、拒否した。
「純粋なる魂」ムハンマドは、預言者ムハンマドの戦争準備を、言い伝え通りになぞった。預言者がクライシュ族の攻囲時にマディーナの周りに掘った塹壕を掘り起こし、預言者が使っていた剣を持ち、フナインの戦いで預言者が上げた鬨の声を叫んだ。古めかしくも、総力戦に移る前の一騎討ちの儀式も再現した。「純粋なる魂」ムハンマドの支持者は一人、また一人と斃れていき、ヒジュラ暦145年ラマダーン月14日の月曜日（西暦762年12月6日）にムハンマドも討ち取られた。

## 人物像
「純粋なる魂」ムハンマドは、寛大な性格であったゆえに「純粋なる魂（ナフス・ザキーヤ）」と呼ばれた。蜂起時に反乱軍はリヤーフを捕らえたが、ムハンマドはリヤーフを捕らえたことのみで満足し、流血を避けるためにリヤーフを閉じ込た牢の扉を開けた。
弟のイブラーヒームが知的で学者肌であったのに対して、ムハンマドは背が高く頑強であり、肌の色が非常に黒かったと描写される（タバリー第3巻など）。
兄弟の子孫や弟たちは、その後のイスラーム世界において、いわゆる「シャリーフ」として生きていくことになる。ムハンマドの息子、アリーはエジプトへ、アブドゥッラーはスィンドへ、ハサンはイエメンへ逃げた。弟のヤフヤーはダイラムへ逃げたが最終的にハールーン・ラシードに捕まり、おそらくは暗殺された。イエメンへ逃げたハサンの子孫のひとり、イドリースは、アリー家の人々への弾圧が強まったときにさらにエジプトへ逃げた。このイドリースがのちのモロッコのイドリース朝の先祖とされる人である。